# Esfir Shub
Esfir Shub (Ruso: Эсфи́рь Ильи́нична Шуб; 16 de marzo de 1894, Surazh, Gobernación de Chernígov, Imperio ruso – 21 de septiembre de 1959, Moscú, URSS), también conocida como Esther Ilínichna Shub, fue una pionera del cine soviético y directora, montadora y guionista de documentales. Sus películas más conocidas son La caída de la dinastía Románov (Padenie dinastii Románovyj, 1927), El gran camino (Veliki put, 1927) y La Rusia de Nicolás II y Lev Tolstói (Rossíya Nikolaya II i Lev Tolstói, 1928).

## Biografía
Tras la caída de la dinastía Románov en la Revolución de Febrero y el acceso al poder de los bolcheviques en la Revolución de Octubre de 1917, existían muchas posibilidades artísticas y sociales para los productores de cine. Entre 1911 y 1917, Esfir Shub estudió literatura en el Instituto de Educación Superior de la Mujer de Moscú, pero pronto se decantó por realizar producciones cinematográficas. Por esa época, formó parte del movimiento revolucionario que estaban realizando los jóvenes estudiantes.
Desde 1918, comenzó a trabajar en la Sección del teatro del Comisariado del Pueblo de Educación, siendo secretaria de su director Vsévolod Meyerhold. Desde ese puesto, colaboró en varios proyectos teatrales de Vsévolod Meyerhold y de Vladímir Mayakovski, acercándose al grupo de creadores que formaban el Frente de Izquierda de las Artes (LEF). Durante esta época, colaboró en varios números de la revista Véstnik teatra (El mensajero del teatro), y estuvo unida al LEF.
Después de varios rechazos, consiguió un trabajo en la sección cinematográfica del Comisariado del Pueblo de Educación. Trabajó editando y titulando películas extranjeras para añadirles un motivo ideológico, por ejemplo Carmen, Pearl White, Eddie Polo, Ruth Roland e Intolerancia (Griffith, 1916). En 1924, fue trasladada a Goskinó, el principal ente que coordinaba la actividad cinematográfica del país y que era propiedad estatal, donde trabajaba en la edición de películas soviéticas. Fue promovida a jefa de la división local de montaje junto a Tatiana Levinton, fue la asistente de Serguéi Eisenstein en el guion de La huelga (Stachka, 1925) y corredactora del episodio Levantamiento de Julio en Octubre (Oktiabr, 1928).
En 1926, consideró que debía realizar una labor más artística con los noticiarios, y, al año siguiente, con el documental La caída de la dinastía Románov, se convirtió en la pionera de un nuevo género documental, el llamado film de compilación o compilation film, también llamado documental de montaje. Este film, junto con El gran camino y La Rusia de Nicolás II y Lev Tolstói, forma parte de una trilogía que celebra la llegada de los bolcheviques al poder, basada en múltiples materiales de archivo. Esfir recuperó miles de metros de película que se creían perdidos, mezcló lo aprendido con Lev Kuleshov y del montaje de Eisenstein. Para su trabajo en El gran camino descubrió material de Eastman Kodak, como escenas íntimas de Lenin y tras su muerte.
Tras la aparición del cine sonoro, se cambiaron las corrientes cinematográficas y Esfir se inclinó al ultra-realismo. Siguió editando películas y comenzó a enseñar montaje en el Instituto Estatal Pansoviético de Cinematografía (VGIK) entre 1933 y 1935. Comenzó a trabajar en Mujeres entre 1933 y 1934, pero el proyecto nunca se terminó. Formó parte de la película España (Ispániya, 1939), que relata el apoyo soviético a la causa republicana en la guerra civil española. En 1942, dejó de trabajar en Goskinó para convertirse en redactora jefe del noticiario cinematográfico semanal Nóvosti dnya en el Estudio Central de Cine Documental de Moscú. En los últimos años de la Segunda Guerra Mundial, se dedicó más a la concienciación social que a la propaganda soviética. Su último proyecto, Al otro lado del río Aras (Po tu stóronu Araksa, 1946) trata sobre las terribles condiciones de vida de los azeríes en Irán.

## Vida personal
Estuvo casada dos veces, primero con el ingeniero civil, Isaak Vladímirovich Shub, con quien Esfir tuvo una hija, Anna, su única hija, nacida poco después de la revolución. El matrimonio terminó en divorcio. Su segundo marido fue el artista de vanguardia, teórico del arte y diseñador gráfico Alekséi Gan (1887-1942), uno de los máximos exponentes del constructivismo en el arte. En 1941, Gan fue arrestado bajo acusación de "levantamiento armado", tipificado en el Artículo 58-2 del Código Penal de la RSFS de Rusia, siendo ejecutado el 8 de septiembre de 1942. Fue rehabilitado en septiembre de 1989.

## Filmografía
| Año  | Película | Puesto                         |
| ---- | --- | ------------------------------ |
| 1926 | Abrek Zaur | Editora                        |
| 1926 | Las alas de un siervo / Krylya jolopa | Editora                        |
| 1927 | La caída de la dinastía Románov / Padenie dinastii Románovyj | Directora, escritora y editora |
| 1927 | El gran camino / Veliki put | Directora, escritora y editora |
| 1927 | Prostituta / Prostitutka | Editora                        |
| 1928 | La Rusia de Nicolás II y Lev Tolstói / Rossíya Nikolaya II i Lev Tolstói | Directora, escritora y editora |
| 1929 | Hoy / Segodnya | Directora, escritora y editora |
| 1932 | K.S.E. - Komsomol Patrocinador de la Electrificación / K.S.E. - Komsomol Shef Elektrifikátsii | Directora, escritora y editora |
| 1934 | Moscú construye el metro / Moskvá stróit metró | Directora, escritora y editora |
| 1937 | Turquía avanza / Túrtsiya na podyome | Directora, escritora y editora |
| 1937 | El país de los sóviets / Straná sovétov | Directora, escritora y editora |
| 1939 | España / Ispániya | Directora y editora            |
| 1940 | Cine en 20 años / Kinó za 20 let | Directora y escritora          |
| 1941 | El fascismo será derrotado / Fashizm búdet razbit | Directora, escritora y editora |
| 1942 | El país natal / Straná rodnaya | Directora, escritora y editora |
| 1946 | El proceso judicial de Smolensk / Sudebny protsess v Smolenske | Directora y escritora          |
| 1946 | Acerca de la visita a Moscú de los participantes de la reunión del comité ejecutivo de la Federación Democrática Internacional de Mujeres / K prebyvániyu v Moskvé uchástnikov séssii ispolkoma Mezhdunaródnoy demokratícheskoy federátsii zhenschin | Directora, escritora y editora |
| 1947 | Al otro lado del río Aras / Po tu stóronu Araksa | Directora, escritora y editora |
| 1949 | De todo corazón / Ot chístogo serdtsa | Directora, escritora y editora |